# Henryk Cugier
Henryk Cugier (ur. 5 lipca 1951 w Świdnicy) – polski astronom specjalizujący się w astrofizyce, nauczyciel akademicki i wykładowca Uniwersytetu Wrocławskiego, drugi dziekan Wydziału Fizyki i Astronomii na tejże uczelni w latach 2002–2008.

## Życiorys
Po ukończeniu szkoły średniej i pomyślnie zdanym egzaminie maturalnym w 1969 roku podjął studia astronomiczne na Uniwersytecie Wrocławskim, które ukończył w 1974 roku zdobywając tytuł magistra. Następnie kontynuował studia doktoranckie, zdobywając w 1980 stopień doktora nauk fizycznych na podstawie rozprawy pt. Badanie układu zaćmieniowego Beta Persei na podstawie widma ultrafioletowego w obszarze 2800. Stopień naukowy doktora habilitowanego uzyskał w 1990 roku na podstawie rozprawy zatytułowanej Badanie zawartości węgla w gwiazdach wczesnych typów widmowych. Na stanowisko profesora nadzwyczajnego został mianowany w 1992 roku, a w 1997 roku otrzymał tytuł profesora zwyczajnego.
W latach 1993–2002 pełnił funkcję dyrektora Instytutu Astronomicznego UWr, a następnie do 2008 roku dziekana Wydziału Fizyki i Astronomii UWr.
Jego zainteresowania naukowe Profesora koncentrują się wokół następujących zagadnień: badanie układów podwójnych, badanie składu chemicznego gwiazd oraz badanie gwiazd pulsujących. Jest członkiem Międzynarodowej Unii Astronomicznej, Europejskiego Towarzystwa Astronomicznego, a także Komitetu Astronomii Polskiej Akademii Nauk. Za swoje osiągnięcia naukowe otrzymał wiele nagród, w tym Nagrodę Ministra w 1980 roku za pracę doktorską i w 1990 roku za pracę habilitacyjną, Nagrodę Młodych Polskiego Towarzystwa Astronomicznego w 1980 roku oraz sześć Nagród Rektora Uniwersytetu Wrocławskiego.

## Dorobek naukowy
Jego dorobek naukowy składa się z kilkudziesięciu prac opublikowanych w czasopismach o zasięgu międzynarodowym oraz w tomach prac z konferencji międzynarodowych. W 1996 roku zorganizował jedyne w Polsce Studium Doktorantów Astronomii, którego przez wiele lat był kierownikiem